# Blanche (Loire-Atlantique)
Pour les articles homonymes, voir Blanche (rivière) et Blanche.
La Blanche est une rivière affluent de la rive gauche de l'Acheneau et est ainsi un sous-affluent de la Loire.

## Étymologie
On pense[Qui ?] que le nom provient de la présence de craie blanche dans l'eau provenant des fours à chaux autour d'Arthon. Une autre hypothèse est que le nom dérive de la brume blanche sur les marais.

## Géographie
La Blanche se situe entièrement dans le Pays de Retz, au sud de la Loire en Loire-Atlantique. Elle s'étend sur les communes de Chaumes-en-Retz (Arthon-en-Retz et Chéméré), Saint-Hilaire-de-Chaléons, Cheix-en-Retz et Rouans.

## Hydrographie
Le bassin de la Blanche est bordé par les bassins de l'Acheneau au nord, le Tenu à l'est, le Falleron au sud et le canal de Haute Perche à l'ouest. Elle prend sa source dans l'est de Chaumes-en-Retz et elle coule vers l'est, alimentée du nord par des ruisseaux de la forêt de Princé et du sud  d'autour de Saint-Hilaire-de-Chaléons. Après environ 7 km la fleuve vire vers le nord et se continue sur 9 km, alimentée par plusieurs ruisseaux de l'ouest et l'est y compris le ruisseau du Bois de Beaulieu au pont Beranger. Sa confluence avec l'Acheneau se trouve dans les marais de Cheix au sud de Cheix-en-Retz où elle se divise en deux, avec une branche au droite, la Vielle Blanche joignant l'Acheneau à Buzon tandis que la Blanche se continue vers l'ouest plus canalisée dans un réseau d'étiers, joignant l'Acheneau plus au sud-ouest de la ville dans les marais d'Acheneau.   

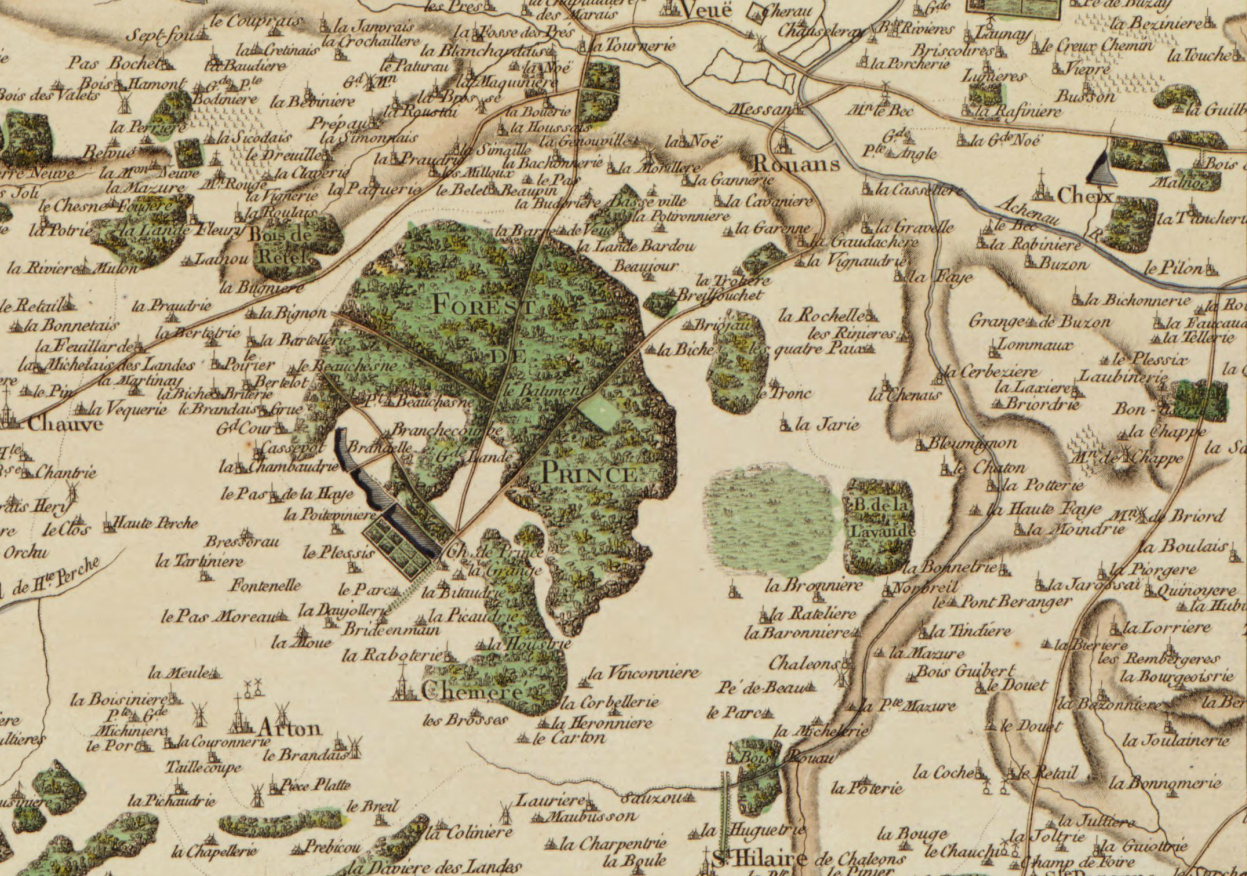
La Blanche au sud et à l'est de la forêt de Princé sur la carte de Cassini (XVIIe siècle).